# Maurice Gillis
 Maurice Gillis est un footballeur belge né le 6 novembre 1897 à Liège et mort le 22 mars 1980.
Il a été l'attaquant vedette du Standard de Liège dans les années 1920. Il a marqué 124 buts en 275 matches de championnat, entre 1919 et 1935. Il a été deux fois vice-champion de Belgique en 1926 et 1928.
En équipe de Belgique, il joue 23 matches et marque 8 buts. Il a joué un match aux Jeux olympiques de 1924.

## Palmarès
- International belge de 1922 à 1928 (23 sélections et 8 buts marqués)
- Participation aux Jeux olympiques 1924 (joue un match)
- Première sélection : le 7 mai 1922, Pays-Bas-Belgique, 1-2.
- Vice-champion de Belgique en 1926 et 1928 avec le standard de Liège